# Quetzalcoatl

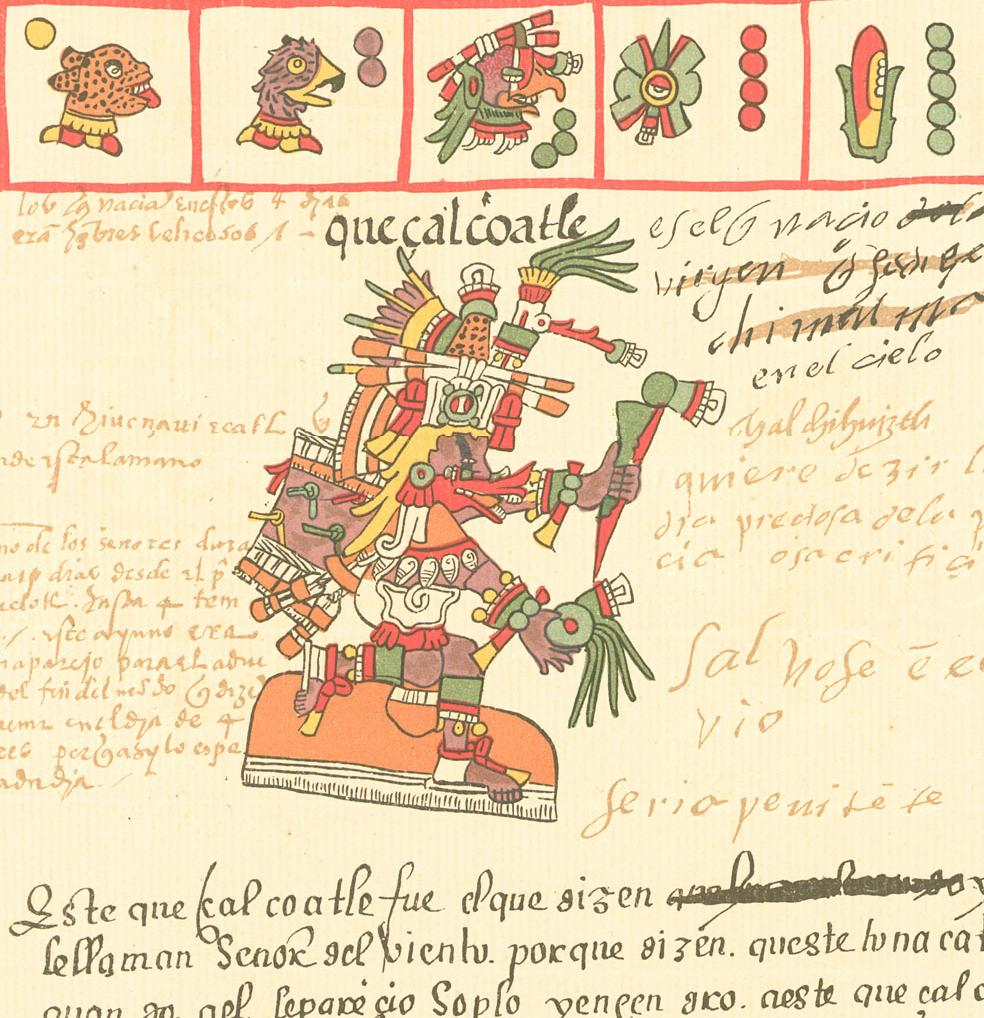
Vyobrazení v kodexu Telleriano-Remesis z šestnáctého století

Quetzalcóatl

Quetzalcóatl (v aztéčtině Quetzalcōhuātl s výslovností [ke.ʦal.ˈkoː.waːtɬ]IPA) byl mezoamerický bůh. Měl podobu opeřeného hada, bílého a vousatého, na rozdíl od velkého počtu aztéckých bohů byl považován za dobrého.

## Legenda
Když Hernán Cortés v roce 1519 napadl Aztéky, jejich vůdce Moctezuma II. ho údajně považoval za Quetzalcóatla, poněvadž byl také bílé pleti, vousatý a připlul přes Atlantský oceán podle aztéckých prorockých legend, pročež se zdráhal postupovat proti němu s potřebnou rozhodností na obranu své říše. V novějším výzkumu se tohle vysvětlení ale interpretuje jako historický mýtus, který pramení ve španělských ospravedlňovacích úmyslech.
Legenda praví, že Quetzalcóatl učil svůj lid, jak z plodů kakaovníku připravovat nápoj Tchocoatl a jak rostlinu šlechtit. Dal tak lidstvu kakaové boby a čokoládu.

## Trivia
V roce 1975 byl z území Texasu popsán obří ptakoještěr (druhohorný létající plaz), který dostal podle tohoto mezoamerického božstva rodové jméno Quetzalcoatlus.